# Be My Lady
Be My Lady é uma telenovela filipina exibida pela ABS-CBN entre 18 de janeiro e 25 de novembro de 2016, estrelada por Erich Gonzales e Daniel Matsunaga.
Em Angola e Moçambique, a telenovela será exibida no StarTimes Novela P no dia 2 de agosto de 2019, sob o título Seja Minha Dama.

## Elenco

### Elenco principal
- Erich Gonzales como Filipina "Pinang" Crisostomo
- Daniel Matsunaga como Philip "Phil" Oliviera

### Elenco de apoio
- Janice de Belen como Marcela "Marcy" Bernabe-Crisostomo
- Al Tantay como Emilio "Emil" Crisostomo
- Priscilla Meirelles como Chelsea Oliviera
- Yayo Aguila como Elsa
- Almira Muhlach
- Yves Flores como Julian Crisostomo
- Karen Dematera como Miguela
- MJ Cayabyab como Narciso "Nars" Malvar
- Vernon Hanwell como Vincent
- RK Bagatsing como Macario "Mackie" Crisostomo
- Devon Seron como Lotlot
- Loisa Andalio como Margaret
- Karen Reyes como Rose
- Mike Lloren como Andres "Andy" Crisostomo
- Ana Abad-Santos como Soledad "Sol" Alvarez-Crisostomo
- Almira Muhlach como Anita Crisostomo
- Perry Escaño
- Olivier Ochanine como Steve
- Franchesca Floirendo como Gabriella "Gab" Crisostomo
- Marife Necesito como Dahlia
- No Direction Trio como Arsing, Badong e Roger
- Vernon Hanwell como Vincent
- Clint Bondad como Terrence
- Nonoy Froilan como Apolinario Bernabe
- Angelina Kanapi como enfermeira Malou
- Tess Antonio como enfermeira Madel
- Nathaniel Britt como James Mariano
- Regine Angeles como Adele
- Lui Manansala como a avó de Margaret

### Elenco de convidados
- Gwen Zamora como Sophia Elizalde
- Danita Paner como Monica
- Nick Lizaso como Lolo Ricky
- Mark Rivera como Johann Villanueva
- Philip Lampart como Thomas
- Jyo Yokoyama
- Richard Juan como Kevin Go
- Jason Dy como Emerson Francisco

### Participações especiais
- Bruce Roeland como Philip "Phil" Oliviera (jovem)
- Francine Diaz como Filipina "Pinang" Crisostomo (jovem)

## Exibição
| País/Região         | Emissora           | Data de estréia       | Data de final          | Título          |
| ------------------- | ------------------ | --------------------- | ---------------------- | --------------- |
| Filipinas           | ABS-CBN            | 18 de janeiro de 2016 | 25 de novembro de 2016 | Be My Lady      |
| Estados Unidos      | TFC                | janeiro de 2016       | novembro de 2016       | Be My Lady      |
| Canadá              | TFC                | janeiro de 2016       | novembro de 2016       | Be My Lady      |
| Japão               | TFC                | janeiro de 2016       | novembro de 2016       | Be My Lady      |
| Taiwan              | TFC                | janeiro de 2016       | novembro de 2016       | Be My Lady      |
| Hong Kong           | TFC                | janeiro de 2016       | novembro de 2016       | Be My Lady      |
| Malásia             | TFC                | janeiro de 2016       | novembro de 2016       | Be My Lady      |
| Indonésia           | TFC                | janeiro de 2016       | novembro de 2016       | Be My Lady      |
| Singapura           | TFC                | janeiro de 2016       | novembro de 2016       | Be My Lady      |
| Papua-Nova Guiné    | TFC                | janeiro de 2016       | novembro de 2016       | Be My Lady      |
| Austrália           | TFC                | janeiro de 2016       | novembro de 2016       | Be My Lady      |
| Nova Zelândia       | TFC                | janeiro de 2016       | novembro de 2016       | Be My Lady      |
| Europa              | TFC                | janeiro de 2016       | novembro de 2016       | Be My Lady      |
| Médio Oriente       | TFC                | janeiro de 2016       | novembro de 2016       | Be My Lady      |
| Angola · Moçambique | StarTimes Novela P | 2 de agosto de 2019   |                        | Seja Minha Dama |